# Natação nos Jogos Pan-Americanos de 2007 - Revezamento 4x100 m livre feminino
O evento do revezamento 4x100 m livre feminino nos Jogos Pan-Americanos de 2007 foi realizado no Rio de Janeiro, Brasil, com a final realizada em 19 de julho de 2007.

## Medalhistas
| Ouro   | USA Julia Smit Samantha Woodward Emily Kukors Maritza Correia             |
| Prata  | CAN Elizabeth Collins Seanna Mitchell Chanelle Charron-Watson Hilary Bell |
| Bronze | VEN Arlene Semeco Erin Volcán Ximena Vilar Yanel Pinto                    |

## Resultados

### Final
| Posição | País               | Nadadores                                                                                                 | Tempo   | Nota                                                |
| ------- | ------------------ | --- | ------- | --------------------------------------------------- |
| 1       | USA Estados Unidos | Julia Smit (56.22) Samantha Woodward (55.29) Emily Kukors (55.31) Maritza Correia (55.15)                 | 3:41.97 |                                                     |
| 2       | CAN Canadá         | Elizabeth Collins (56.53) Seanna Mitchell (56.09) Chanelle Charron-Watson (55.79) Hilary Bell (57.82)     | 3:46.23 |                                                     |
| 3       | VEN Venezuela      | Arlene Semeco (56.69) Erin Volcán (58.20) Ximena Vilar (58.67) Yanel Pinto (59.31)                        | 3:52.87 |                                                     |
| 4       | BAH Bahamas        | Nikia Deveaux (58.34) Alana Dillette (57.18) Arianna Vanderpool-Wallace (58.75) Ariel Weech (59.64)       | 3:53.91 |                                                     |
| 5       | MEX México         | Mariana Alvarado (1:00.48) Alma Arciniega (1:00.85) Sandra Alanis (1:00.34) Liliana Ibañez (57.90)        | 3:59.57 |                                                     |
| 6       | PER Peru           | María Torres (1:03.65) Fiorella Gómez Sánchez (1:02.48) Valeria Silva (1:02.75) Massie Carrillo (1:00.80) | 4:09.68 |                                                     |
| 7       | URU Uruguai        | Eisa Pumar (1:01.74) Ines Remersaro (1:02.46) Antonella Scanavino (1:04.46) Andrea Guerra (1:03.66)       | 4:12.32 |                                                     |
| --      | BRA Brasil         | Tatiana Lemos (56.25) Flávia Delaroli (55.78) Monique Ferreira (56.01) Rebeca Gusmão (54.92)              | 3:42.96 | Resultado anulado Ver Rebeca Gusmão para explicação |

### Preliminares
As eliminatórias foram realizadas em 18 de julho.
| Posição | País               | Nadadores                                                                                                 | Tempo   | Nota |
| ------- | ------------------ | --- | ------- | ---- |
| 1       | USA Estados Unidos | Lauren Thies (56.95) Emily Kukors (55.27) Maritza Correia (56.45) Michele King (57.09)                    | 3:45.76 | Q    |
| 2       | CAN Canadá         | Hilary Bell (58.13) Chanelle Charron-Watson (56.36) Elizabeth Collins (56.36) Seanna Mitchell (56.33)     | 3:47.18 | Q    |
| 3       | BRA Brasil         | Tatiana Lemos (56.33) Flávia Delaroli (58.91) Monique Ferreira (59.08) Manuella Lyrio (59.93)             | 3:54.25 | Q    |
| 4       | BAH Bahamas        | Nikia Deveaux (58.29) Alana Dillette (58.01) Arianna Vanderpool-Wallace (58.72) Ariel Weech (59.97)       | 3:54.99 | Q    |
| 5       | VEN Venezuela      | Ximena Vilar (59.76) Yanel Pinto (59.71) Jeserick Pinto (59.69) Jennifer Marquez (1:00.26)                | 3:59.42 | Q    |
| 6       | MEX México         | Liliana Ibañez (58.36) Alma Arciniega (59.89) Sandra Alanis (1:01.94) Mariana Alvarado (59.29)            | 3:59.48 | Q    |
| 7       | URU Uruguai        | Antonella Scanavino (1:01.40) Elsa Pumar (1:02.09) Ines Remersaro (1:02.65) Andrea Guerra (1:04.16)       | 4:10.30 | Q    |
| 8       | PER Peru           | María Torres (1:02.48) Fiorella Gómez Sánchez (1:04.38) Valeria Silva (1:04.00) Massie Carrillo (1:02.81) | 4:13.67 | Q    |
| 9       | HON Honduras       | Sharon Fajardo (1:00.75) Laura Leiva (1:05.20) Karen Poujol (1:08.78) Laura Páz (1:05.02)                 | 4:19.75 |      |